# Adrian Hegyvary
Adrian Hegyvary, né le 5 janvier 1984 à Chicago, est un coureur cycliste américain d'origine hongroise. 

## Biographie
Naturalisé américain en 2010, Hegyvary s'exprime aussi bien sur la route que sur la piste.
Fin 2014, il prolonge son contrat avec la formation UnitedHealthcare.

## Vie privée
En 2014, il se marie à la cycliste néo-zélandaise Rushlee Buchanan. Le couple met fin à sa carrière cycliste ensemble en 2021 après les Jeux olympiques de Tokyo.

## Palmarès sur route

### Par année
- 2009
  - 2e du Tour de Walla Walla
  - 3e de l'Athens Twilight Criterium
- 2011
  - 1re étape du Wilmington Grand Prix
  - 3e de la Clarendon Cup

### Classements mondiaux
| Année           | 2013   |
| --------------- | ------ |
| UCI Europe Tour | 1 190e |

## Palmarès sur piste

### Jeux olympiques
- Tokyo 2020
  - 12e de la course à l'américaine

### Championnats du monde
- Pruszków 2019
  - 14e du scratch
  - 15e de l'américaine

### Coupe du monde
- 2017-2018
  - 3e de la poursuite par équipes à Santiago
- 2018-2019
  - 2e du scratch à Hong Kong
  - 3e de l'américaine à Milton
  - 3e de l'américaine à Cambridge

### Championnats panaméricains
- Couva 2017
  -  Médaillé d'argent de la poursuite par équipes (avec Eric Young, Logan Owen et Daniel Summerhill)
- Aguascalientes 2018
  -  Médaillé d'or de l'américaine (avec Daniel Holloway)
  -  Médaillé d'or du scratch
- Cochabamba 2019
  -  Médaillé d'argent de l'américaine

### Jeux panaméricains
- Lima 2019
  -  Médaillé d'or de la poursuite par équipes (avec Ashton Lambie, John Croom et Gavin Hoover)
  -  Médaillé d'argent de l'américaine

### Championnats des États-Unis
- 2014
  -  Champion des États-Unis de poursuite par équipes (avec Zack Allison, Alex Darville et Zak Kovalcik)
  - 2e de l'américaine
  - 2e de l'omnium
- 2017
  -  Champion des États-Unis de poursuite par équipes (avec Daniel Holloway, Gavin Hoover et Daniel Summerhill)
- 2018
  -  Champion des États-Unis de poursuite par équipes (avec Ashton Lambie, Gavin Hoover et Shane Kline)
  -  Champion des États-Unis de l'américaine (avec Daniel Holloway)
- 2019
  -  Champion des États-Unis de l'américaine (avec Daniel Holloway)